# De lege lata
De lege lata (wörtl. nach hergebrachtem/erlassenem Recht) ist lateinisch und bedeutet „nach geltendem Recht“. Der Gegenbegriff für zu schaffendes Recht ist de lege ferenda.
Der Begriff wird benutzt, um abzugrenzen, ob eine rechtliche Folge nach geltendem Recht erreichbar ist oder ob eine rechtliche Folge nach Ansicht des Rechtsanwenders zwar ethisch oder rechtspolitisch wünschenswert, aber nicht nach geltendem Recht, sondern nur durch eine Änderung der Rechtslage, nach zu schaffendem Recht möglich ist.
Der Gegenbegriff für bereits abgeschafftes, also altes Recht ist de lege abrogata.
Bei der Bezeichnung von Verfassungsrecht ist auch der Begriff de constitutione lata geläufig.